# Comunidad Campesina Yuncaypata
La Comunidad Campesina de Yuncaypata es una comunidad indígena de origen quechua situada en el distrito, provincia y departamento del Cusco, Perú. Se encuentra a una altitud aproximada de 3,770 metros sobre el nivel del mar y forma parte de las comunidades campesinas reconocidas oficialmente por el Estado peruano.

## Historia y reconocimiento legal
La comunidad fue reconocida oficialmente mediante la Resolución Suprema N.º 110 el 1 de marzo de 1965. Posteriormente, su territorio fue titulado el 8 de mayo de 1990, inscrito en la Ficha N.º 1252 del Registro de Predios de Cusco. 

## Geografía
Yuncaypata se ubica en la región andina del Perú, caracterizada por su topografía montañosa y clima variado. La comunidad colinda con otras comunidades campesinas del distrito de Cusco, formando parte de un entorno rural con presencia de ecosistemas altoandinos.

## Economía
La economía de Yuncaypata se basa principalmente en la agricultura y la ganadería. Los comuneros cultivan productos como papa, maíz y hortalizas, adaptados a las condiciones climáticas de la zona. Además, la comunidad participa en proyectos de conservación y manejo sostenible de recursos naturales.

## Cultura
Los habitantes de Yuncaypata mantienen vivas sus tradiciones quechuas, reflejadas en sus festividades, vestimenta y lengua. La comunidad celebra diversas festividades religiosas y culturales a lo largo del año, fortaleciendo su identidad y cohesión social.

## Infraestructura y servicios
Yuncaypata cuenta con servicios básicos como educación primaria y acceso a caminos rurales que la conectan con la capital del distrito de Cusco y otras comunidades vecinas. Sin embargo, enfrenta desafíos en áreas como salud, educación superior y acceso a tecnologías modernas.